# Johanniskirche (Bielefeld)

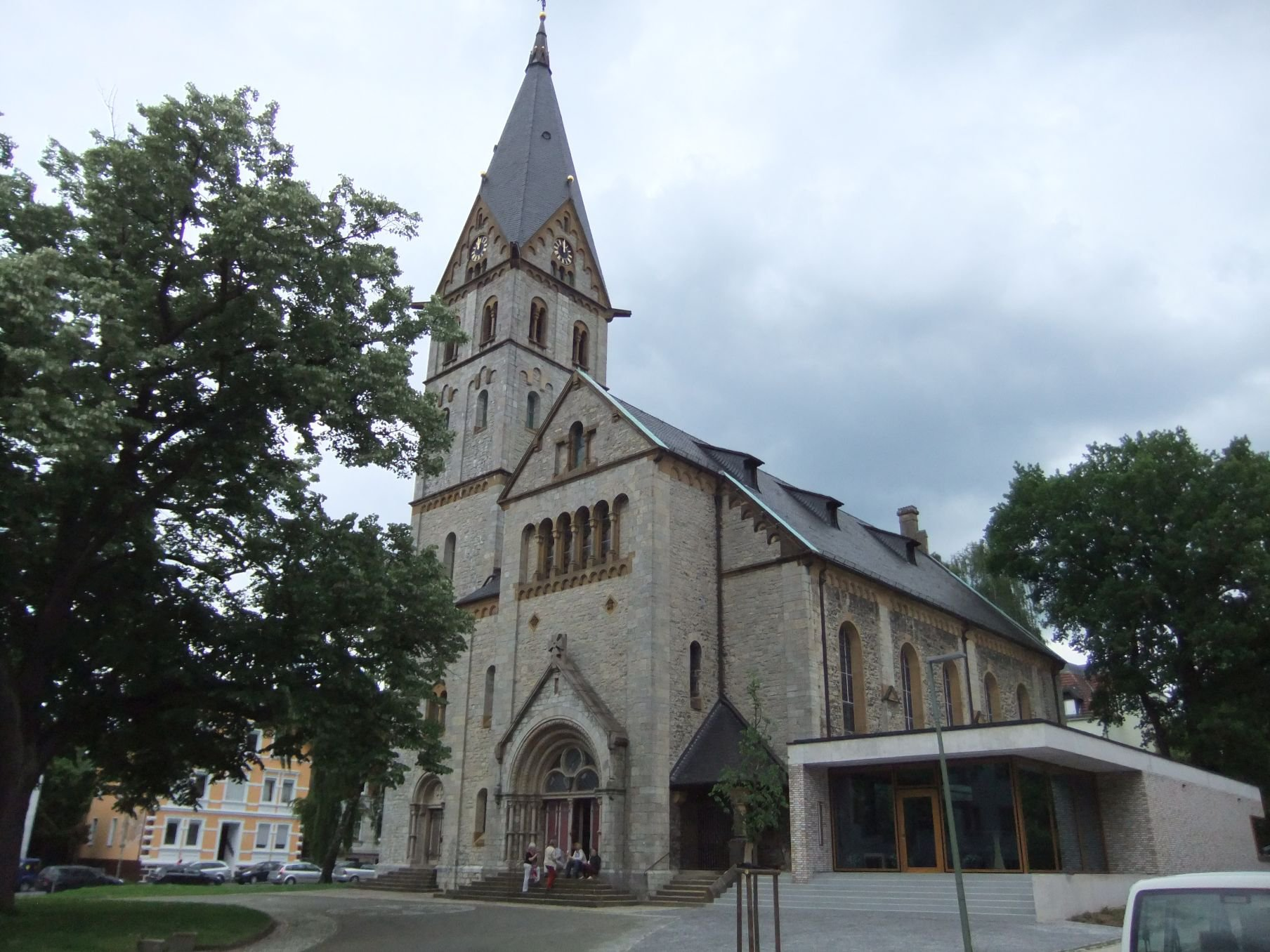
Johanniskirche

Die Johanniskirche in Bielefeld, Nordrhein-Westfalen, ist ein 1901 fertiggestellter evangelisch-lutherischer Kirchenbau, der seit 1985 unter Denkmalschutz steht.

## Geschichte und Architektur
Die asymmetrisch konzipierte Kirche aus hammerrechtem Bruchstein-Mauerwerk wurde 1899–1901 nach Plänen des Bielefelder Architekten Alexander Trappen errichtet. Sie wurde als Emporenkirche mit einer halbrunden Apsis gestaltet, Trappen orientierte sich dabei an den Formen der rheinischen Spätromanik.
Der Kirchturm steht seitlich der nach Westen gerichteten Hauptfassade, die durch einen übergiebelten Vorbau mit einem Säulenportal und darüber durch eine Bogenfenster-Reihe akzentuiert wird. Die südliche Längsseite ist einfach, die nördliche Längsseite ist mit Gruppen- und großen Radfenstern unter zwei Quergiebeln relativ aufwändig gestaltet. Die Fassaden des Turms sind in den oberen Geschossen durch Lisenen und Friese gegliedert.
Das Innere der Kirche wird durch die deckelartige Holzdecke und die Emporen im nördlichen Seitenschiff geprägt.